# Банда Александра Кунгурцева
Банда Александра Кунгурцева — преступное формирование, промышлявшее в 1990-х годах производством алкогольных напитков с использованием рабского труда и убийствами в Тюменской области.

## История создания банды
Во главе банды стоял управляющий фермерским хозяйством в селе Упорово Тюменской области Александр Юрьевич Кунгурцев. Именно ему принадлежала идея её создания. Помимо него, в банду вошли его бывшие одноклассники Александр Кононенко, Александр Кожевников и Андрей Коротких. Криминальной «крышей» банды стал тюменский авторитет Поярков, также бывший одноклассник Кунгурцева.
На базе фермерского хозяйства Кунгурцева был создан пивоваренный завод, где использовалась дешёвая рабочая сила — бездомные.

## Преступления
С бездомными работниками расплачивались, как правило, собственной продукцией — пивом. Ни о какой денежной выплате не шло и речи, тем более об оформлении соответствующих документов. Продажа пива приносила хороший доход членам банды. В будущем Кунгурцев планировал открыть ещё как минимум один такой завод.
Всех пытавшихся уйти или недовольных работников ждала неминуемая смерть. Для ликвидации такого контингента в банде был свой убийца — Александр Кожевников. При расправе с работниками он отличался крайней жестокостью: так, работника по имени Владимир он избил руками и ногами, причинив тяжкие телесные повреждения, от которых наступила смерть. Труп Владимира сбросили в канализационный люк. Ещё один пример: работника по фамилии Петров, воровавшего со склада пиво, Кожевников запер в подвале, неоднократно избивал, а в конечном итоге убил. Работника Демидова Кожевников утопил в реке за драку с другим работником. Все трупы тщательно закапывались. До сих пор точно не известно, сколько на самом деле было убито людей в селе Упорово в хозяйстве Кунгурцева.
На соседнем фермерском хозяйстве творилось то же самое. Его директором был некий Ельцов. Убийцей при Ельцове «работал» некий Игорь Гришечко, родственник первого. Ельцов обратился к Кунгурцеву с просьбой убить Гришечко, поскольку на его след вышли сотрудники правоохранительных органов. Кожевников заманил Гришечко в баню, напоил его и убил при содействии Андрея Коротких.
25 октября 1996 года Кожевников и Кононенко убили Пояркова за то, что Поярков стал много требовать, забирать, помимо положенной ему доли от доходов хозяйства, ещё и часть продукции. Кононенко застрелил Пояркова в его собственной квартире.

## Аресты, следствие и суд
Убийство Пояркова дало обратный эффект — отпечатки пальцев ранее судимого Кононенко были идентифицированы, а сам он арестован. Несколько позже были задержаны Коротких, Кожевников и Кунгурцев. Все они вскоре признались в совершении большого количества тяжких преступлений, однако существуют подозрения, что многие убийства так и остались нераскрытыми.
В 1999 году Тюменский областной суд вынес обвинительный приговор, согласно которому Александр Кононенко был приговорён к 7 годам лишения свободы, Андрей Коротких — к 9 годам, Александр Кунгурцев — к 13 годам, Александр Кожевников — к пожизненному заключению.

## В массовой культуре
- Документальный фильм «Контрольный выстрел на меже» из цикла «Документальный детектив»